# Cirrhilabrus temminckii
Cirrhilabrus temminckii es una especie de peces de la familia Labridae en el orden de los Perciformes.

## Morfología
Los machos pueden llegar alcanzar los 9,9 cm de longitud total.

## Distribución geográfica
Se encuentra desde Japón hasta las Filipinas y el norte de Australia (incluyendo Australia Occidental).